# 丸岡城 (丹波国)
丸岡城（まるおかじょう）は、京都府亀岡市余部町古城（旧・丹波国桑田郡）にあった中世の日本の城。余部城とも呼ばれる。

## 概要
丸岡城は現在の西願寺付近の台地の上にあった城で、今も「古城」「古城浦」「政所」などの小字が残る。
かつては城のすぐ北を大堰川の旧河道、南を曽我谷川の旧河道が走り、東側もその二つの川をつないで、三方向が天然の堀で囲まれていた。また、台地の続く西側には2本の横堀が設けられていた。

## 沿革
築城された時期はわかっていない。
応仁・文明の乱の際、丸岡城は東軍の拠点となっていた。文明元年（1469年）6月、東軍の野田泰忠や安富又次郎が「余部之城」へ入っており、同年10月、丹波に侵攻する西軍を防ぐため、二人は再び「余部之城」に入っている。
戦国時代後期には、波多野元秀が長尾大和守に対し、「余部」で敵と戦い、「入城」したことを賞している。この時、丸岡城が平城だったためか「無要害」と記している。
天正3年（1575年）6月、織田信長の命を受けて、明智光秀が丹波攻略を開始した。光秀は後に亀山城を築城し、天正6年（1578年）にはそこを前線基地としているが、当初は余部を拠点としていた。天正3年（1575年）8月の小畠永明宛ての書状の中で、光秀は「馬路・余部在城之衆」に指示を伝えたことを記しており、「在城」という言葉から丸岡城が使用されていたことがわかる。また、年未詳の書状において、光秀は永明に余部の近くに来るよう命じ、別の書状では、国衆から取った人質を余部に連れてくるよう永明に伝えている。預かった人質が居住できる環境があることから、丸岡城は光秀にとっての拠点的城郭だったと考えられる。
『亀山由来記』によると、丸岡城の遺構はしばらく残り、承応3年（1654年）になって丸岡城の天守・土蔵を取り壊し、堀を埋めたという。

## アクセス

### 鉄道
- 亀岡駅より徒歩で約15分

## その他

### 御城印
丸岡城のあった場所に建てられた西岸寺で1枚300円で取得することができる。